# Tryptyk de Mérode
Tryptyk de Mérode, Tryptyk Mistrza z Flémalle, Ołtarz z Mérode (niderl. Mérode-altaarstuk) – tryptyk autorstwa flamandzkiego malarza Roberta Campina i jego uczniów.

## Tematyka obrazu
Lewy panel tryptyku przedstawia donatorów Petera Engelbrechta i jego żonę Gretin Schinmechers, klęczących i przypatrujących się przez uchylone drzwi scenie rozgrywającej się w środkowym panelu. Scena ta prawdopodobnie została namalowana przez innego artystę. Za nimi, przed otwartą bramą, stoi brodaty mężczyzna, a w tle widoczna jest ulica skąpana w wiosennym słońcu.
Panel środkowy przedstawia scenę biblijną, Zwiastowanie Marii. Młoda Maria, nieświadoma nadejścia Anioła, pogrążona jest w lekturze Biblii. Na stole leży otwarta księga o przewertowanych przez podmuch wiatru stronicach. Obie stanowią symbol połączenia Starego i Nowego Testamentu poprzez spełnienie się proroctw.
Prawy panel przedstawia św. Józefa podczas pracy. Wokół niego znajdują się różne narzędzia stolarskie, a za oknem widoczne jest życie codzienne mieszczan podczas zimowej pory (postacie mieszczan są ubrane w zimowe szaty).
Miasto widoczne we fragmencie okiennic warsztatu św. Józefa zanurzone jest w aurze zimowej, o czym świadczą ubiory mieszczan pokryte płatkami śniegu. Po stronie lewej przydomowy ogród donatorów oraz ulica obrazują wiosnę.

## Analiza
Sceny tryptyku, głównie prawy panel, są przykładem pierwszego w historii malarstwa przedstawienia sceny rodzajowej. Dzieło przepełnione jest symboliką nawiązującą do Zwiastowania i dalszych losów Jezusa. Większość przedmiotów miała określone znaczenie w ówczesnej ikonografii chrześcijańskiej. Campin jako jeden z pierwszych zaczął stosować symbolikę przedmiotów na rzecz gotyckiego sposobu przedstawienia scen religijnych. Jego święte postacie mają cechy świeckie i pozbawione są np. złotej aureoli lub złotych zdobień, tak charakterystycznych dla malarstwa gotyckiego. Przykładowymi symbolicznymi artefaktami jest np. w środkowym panelu biały ręcznik symbolizujący dziewictwo Marii, okno w głębi pomieszczenia symbolizujące Chrystusa Zbawiciela. Obok okna znajduje się piscina, naczynie niestosowane na co dzień w izbach mieszczańskich, a jedynie w pomieszczeniach sakralnych. Wykorzystywana była przez kapłanów do obmywania rąk. Na środku znajduje się szesnastokątny stół mający nawiązywać do szesnastu hebrajskich proroków. Sam stół nawiązuje do ołtarza, przed którym klęka Archanioł Gabriel w szatach diakona.
Na stole prócz Biblii stoi zgaszona przed momentem świeca. W ikonografii zapalona świeca symbolizuje obecność Chrystusa, zgaszona ma nawiązywać do poczęcia człowieka: A Słowo stało się ciałem i zamieszkało wśród nas...(J 1,14). Na prawo od stołu widoczna jest ława z figurkami lwów, co ma nawiązywać do Salomonowego Tronu Mądrości – cechy uważanej za najważniejszą cnotę Maryi. Przed nią klęczy w rozłożystej czerwonej sukni Dziewica Maryja.

W prawym panelu Campin umieścił jeszcze więcej przedmiotów o symbolicznym znaczeniu. Wszystkie narzędzia stolarskie nawiązują do Pasji Chrystusa (piła, drewniana belka-deszczułka, gwoździe, obcęgi, śrubokręt). Tu też widoczne są dwie pułapki na myszy znajdujące się na stole oraz na parapecie. Pułapki miały symbolizować pułapkę na muscipula diaboli – szatańską mysz. Nawiązywały do trzykrotnie wspominanej przez św. Franciszka metafory o pułapce zastawionej przez szatana, wspomnianej również przez XII-wiecznego biskupa Paryża Piotra Lombarda. Według doktryny augustyńskiej Bóg miał wcielić się w człowieka, by móc schwytać Lucyfera. 

Bóg uczynił pułapkę na myszy dla diabła, a jako przynętę umieścił ludzkie ciało Chrystusa
Sentencje Piotr Lombard

 Wcielenie miało więc być przynętą stosowaną w pułapce na myszy. W świetle teologii i sztuki późnego średniowiecza rola św. Józefa oprócz domowej opieki Marii i Dzieciątka, nabiera także wymiar duchowy. Wykonywana przez św. Józefa praca miała na celu w sposób symboliczny zwabić i zgładzić szatana i tym samym chronić ludzkość od podstępów zła.
Na lewym panelu zostali ukazani fundatorzy dzieła Piotr Engelbrecht i jego pierwsza żona (o nieznanym imieniu) z domu Scrynmakere (lub Schrinemecher). Zbieżność nazwisk z dziełem nie jest przypadkowa, Engelbrecht oznacza „jaśniejący anioł” zaś Schrinemecher „stolarz”. Engelbrecht był kupcem i urzędnikiem pochodzącym z nadreńskej Kolonii, który rezydował w brabanckim Mechelen.

## Galeria

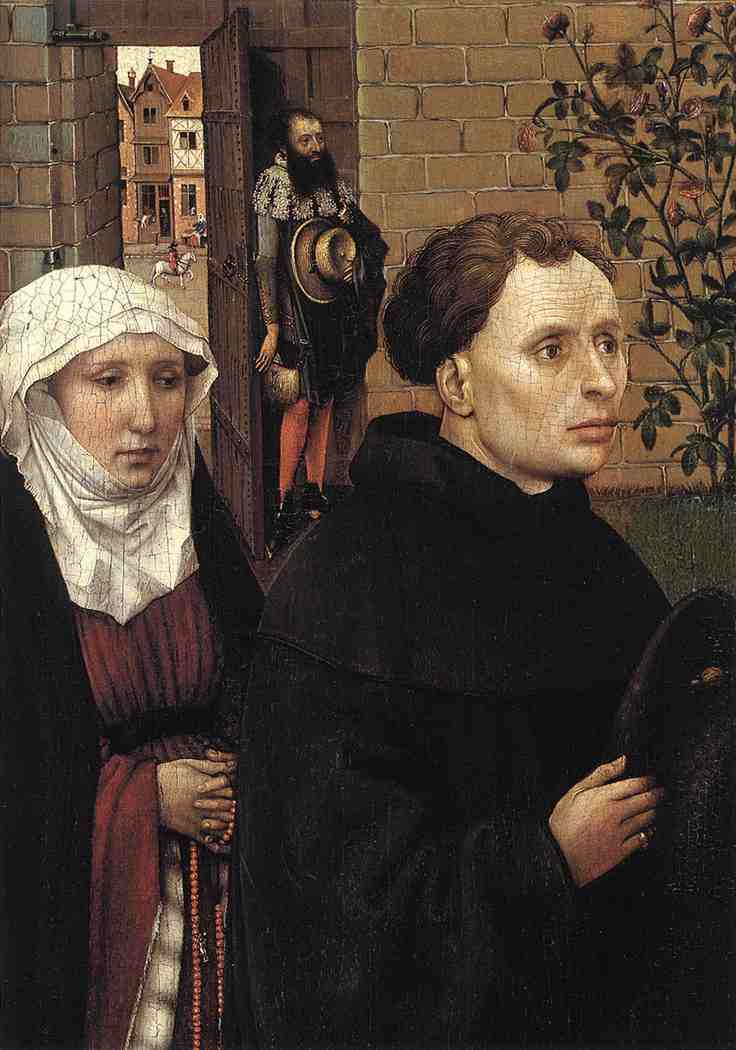
Donatorzy tryptyku, fragment skrzydła lewego
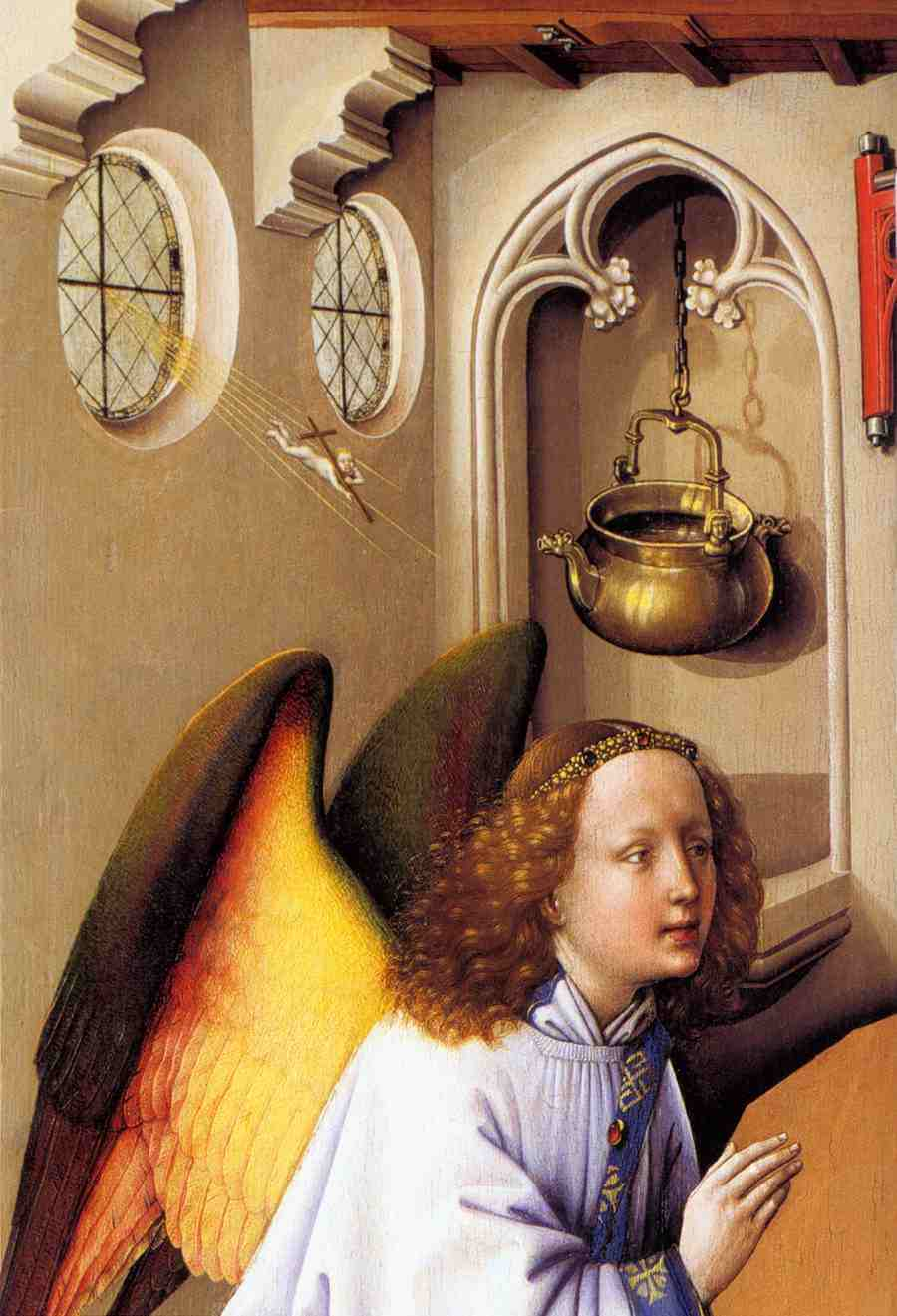
Archanioł Gabriel, fragment tablicy centralnej
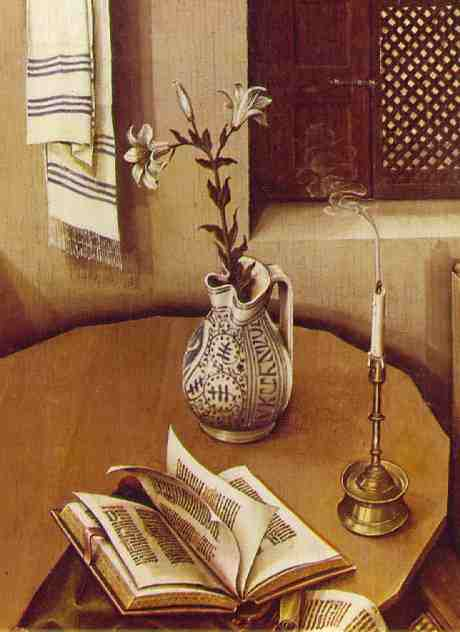
Świeca i lilie w dzbanie, fragment tablicy centralnej
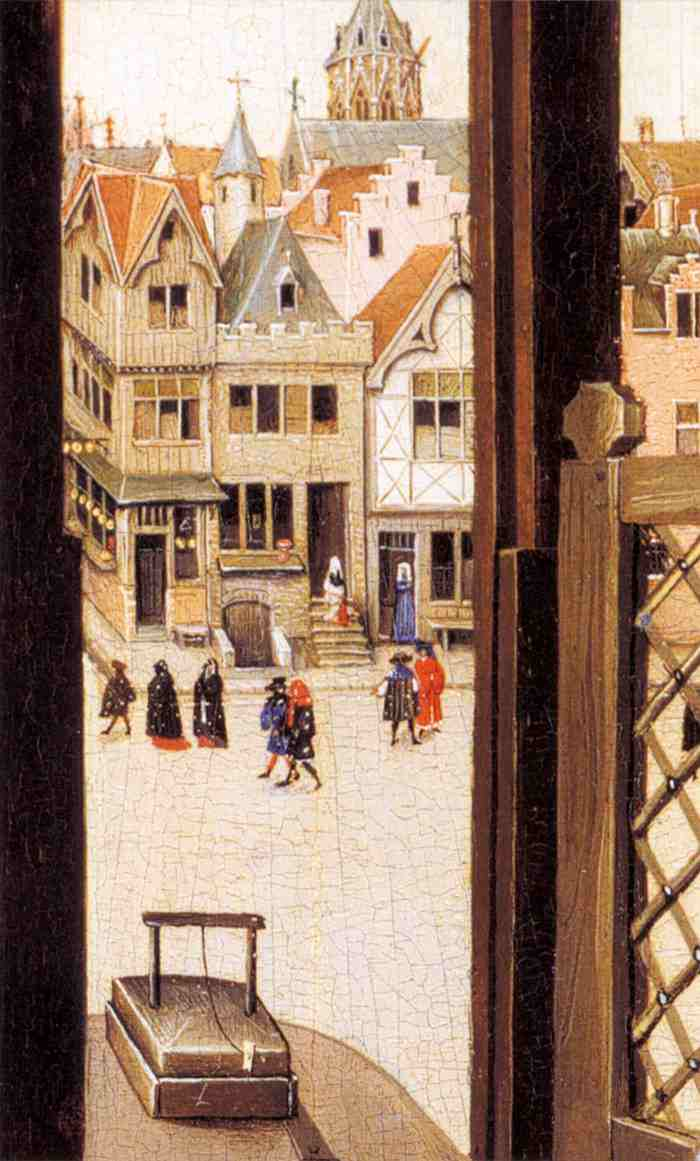
Widok na miasto, fragment skrzydła prawego
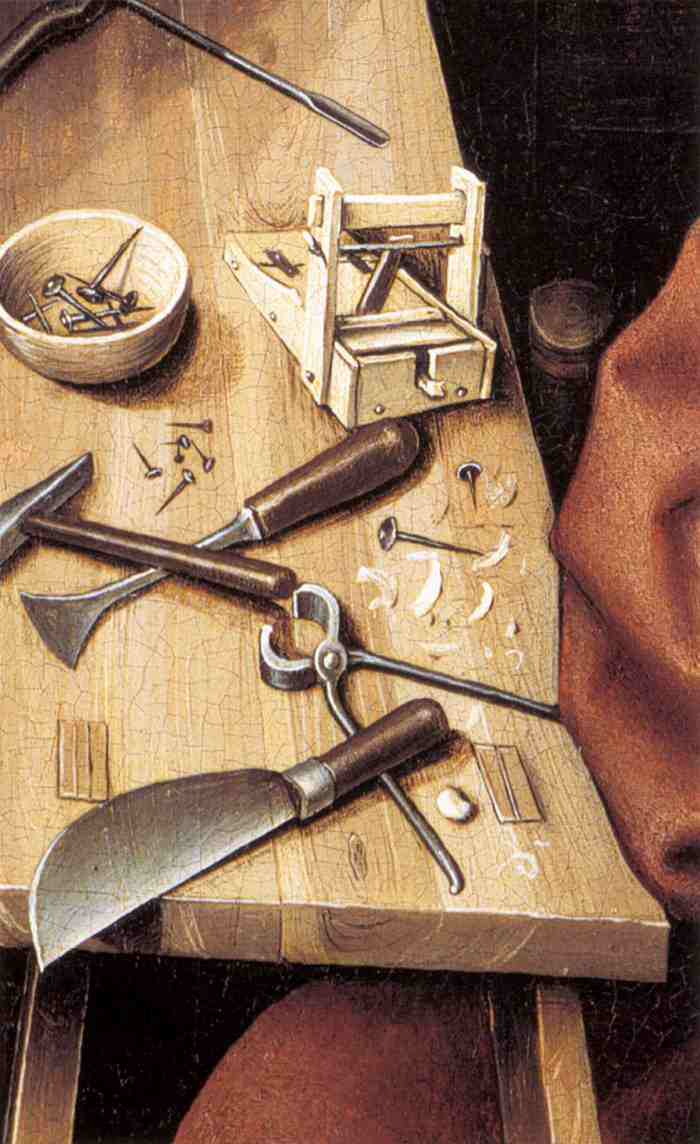
Narzędzia stolarskie i pułapka na myszy, fragment skrzydła prawego